# Tramway de Cagliari
Le tramway de Cagliari est une ligne de métro léger qui dessert la ville de Cagliari (Italie). Totalisant une longueur d'environ 12 kilomètres, elle a été inaugurée en 2008.